# طيون متغاير الحراشف
الطيون متغاير الحراشف أو الراسن متغاير الحراشف نوع نباتي ينتمي إلى جنس الطيون من الفصيلة النجمية.

## الموئل والانتشار
ينتشر في بلاد الشام وتركيا وبعض الجزر اليونانية.

## مرادفات للاسم العلمي
- (باللاتينية: Inula verbascifolia subsp. heterolepis (Boiss.) Tutin)